# Tetraloniella flaviscopa
Tetraloniella flaviscopa är en biart som först beskrevs av Hans Hedicke 1933.  Tetraloniella flaviscopa ingår i släktet Tetraloniella och familjen långtungebin. Inga underarter finns listade i Catalogue of Life.